# Marc Anthony
Marc Anthony (New York City, New York, SAD, (16. rujna 1968.) portorikansko-američki pjevač, glazbenik i glumac, vrlo omiljen u Latinskoj Americi zbog svoje salsa glazbe. Prema Guinnessovoj knjizi rekorda najprodavaniji je salsa umjetnik svih vremena. Njegove poznate pjesme na engleskom su: "I Need to Know" i "You Sang To Me". Bio je u braku s Jennifer Lopez.
Marc Anthony imao je glavnu ulogu u Simonovom broadwayskom mjuziklu The Capeman 1997. – 1998.

## Diskografija

### Studijski albumi
- Otra Nota (1993.)
- Todo a Su Tiempo (1995.)
- Contra la Corriente (1997.)
- Marc Anthony (1999.)
- Desde un Principio: From the Beginning (kompilacija) (1999.)
- When I Dream at Night (2000.)
- Unauthorized (kompilacija) (2000.)
- Libre (španjolska verzija) (2001.)
- Libre (2001.)
- Mended (2002.)
- Amar Sin Mentiras (2004.)
- Valió la Pena (2004.)

### Singlovi i EP-ovi
- Hits Mix EP (1994.)
- Asi Como Hoy (1996.)
- I Need to Know [CD/Vinyl Single] (1999.)
- I Need to Know [CD5/Cassette Single] (1999.)
- I Need to Know (The Remixes) (1999.)
- I Need to Know [CD Single] (1999.)
- You Sang to Me [Import CD Single] (2000.)
- You Sang to Me [CD/Vinyl Single] (2000.)
- You Sang to Me [CD5/Cassette Single] (2000.)
- You Sang to Me [Germany CD] (2000.)
- I Need You (2002.)
- Tragedy (2002.)
- I've Got You [12 ] (2002.)
- I've Got You [CD #1] (2002.)
- I've Got You [CD #2] (2002)
- Tragedy [Australia CD Single] (200.3)
- Everything You Do (2003.)
- Valio la Pena (2004.)

## DVD/Video
- Mejores Videos de India Y Marc Anthony (1996.)
- The Best of Marc Anthony [Video] (1997.)
- The Concert from Madison Square Garden ... [live] (2001.)
- Exitos Eternos [DVD] [Bonus CD] (2003.)
- The Hits (2004.)

## Filmografija
- 1995. The Substitute
- 1996. Big Night
- 1996. Hackers
- 1999. Bringing Out the Dead
- 2004. Man on Fire
- 2006. El Cantante

## Vanjske poveznice
- Marc Anthony u internetskoj bazi filmova IMDb-u (engl.)
- Službena stranica